# Maglownica (film)
Maglownica (tytuł oryg. The Mangler) – amerykańsko-australijsko-południowoafrykański horror filmowy w reżyserii Tobe’a Hoopera z 1995 roku. Film powstał na podstawie krótkiej powieści Stephena Kinga.
Wydano dwa sequele filmu: Maglownicę 2 w 2001 roku oraz Maglownicę – odrodzenie w 2005. Oba przeznaczono do użytku video/DVD.
Robert Englund, za swoją rolę Williama Gartleya, otrzymał w 1995 roku nagrodę dla najlepszego aktora podczas Fantafestival.

## Fabuła
W małym miasteczku Nowej Anglii, w Rykers Valley dochodzi do serii tajemniczych i brutalnych zabójstw. Każde z nich wydarzyło się w starym kombinacie pralniczym. Króluje tam Gartley nadzorujący pracę kobiet, którym nie udało się znaleźć mniej wyczerpującego zajęcia. Gartley jest 70-letnim mężczyzną, który ma zdeformowane ciało. Porusza się za pomocą kul, a z ludźmi może porozumiewać się jedynie za pomocą elektronicznego aparatu. Wszystko to przez wypadek, który wydarzył się kilka lat wcześniej. Mężczyzna wpadł w tryby maszyny i został "wymaglowany". W wyniku tego miał zmiażdżoną krtań, popękane bębenki w uszach, połamane kości i stracił oko. Od momentu wypadku staje na straży, by już nikt nie doświadczył podobnej tragedii. 

## Obsada
- Robert Englund – William „Bill” Gartley
- Demetre Phillips – Stanner
- Daniel Matmor – Mark Jackson
- Ted Levine – John Hunton
- Ron Smerczak – oficer Steele
- Larry Taylor – szeryf Hughes
- Sean Taylor – Derrick Gates